# قائمة حلقات الهروب من السجن
وتعني الهروب من السجن، هو مسلسل تلفزيوني أمريكي أنتجته شبكة فوكس التلفزيونية, المسلسل بدأ عرضه في 29 أغسطس 2005.
تدور قصة المسلسل حول الأخوين مايكل سكوفيلد ولينكون بوروز, يُتهم لينكون (دومينيك بورسيل) ظلماً باغتيال أخ نائبة رئيس الولايات المتحدة الأمريكية ويحكم عليه بالإعدام. ولكن شقيقه المهندس المعماري(مايكل سكوفيلد) بعد أن ييأس من عدالة القانون يقرر أن يتخطى القانون ويساعد أخاه على الهروب من السجن وذلك عن طريق أن يرتكب هو بنفسه مخالفة تدخله إلى السجن لكي يبدأ من بعدها تنفيذ خطة الهروب بأخيه من السجن، ودليله إلى طريق الهروب هو المخططات الهندسية للسجن التي حصل عليها قبل أن يرتكب جريمته ووشمها على جسمه.

## لمحة عامة
| الموسم | الموسم                     | عدد الحلقات  | تاريخ البث الأصلي | تاريخ البث الأصلي |
| الموسم | الموسم                     | عدد الحلقات  | بثت لأول مرة      | بث آخر مرة        |
| ------ | -------------------------- | ------------ | ----------------- | ----------------- |
|        | 1                          | 22           | 29 أغسطس، 2005    | 15 مايو، 2006     |
|        | 2                          | 22           | 21 أغسطس، 2006    | 2 أبريل، 2007     |
|        | 3                          | 13           | 17 سبتمبر، 2007   | 18 فبراير، 2008   |
|        | 4                          | 24           | 1 سبتمبر، 2008    | 15 مايو، 2009     |
|        | بريزون بريك: الهروب الأخير | فلم تلفزيوني | 27 مايو 2009      | —                 |
|        | 5                          | 9            | 4 أبريل، 2017     | 30 مايو، 2017     |

## الحلقات

### الموسم 1 (2005–06)
| # | #  | العنوان                                 | أخرجها                 | كتبها                       | بُثّت في            | رمز الإنتاج |
| --- | -- | --------------------------------------- | ---------------------- | --------------------------- | ----------------- | ----------- |
| 1 | 1  | «المقدمة»                               | بريت راتنر             | بول شويرينغ                 | 29 أغسطس 2005     | 1AKJ79      |
| يتعمد مايكل سكوفيلد سجن نفسه في إصلاحية نهر فوكس كجزء من خطته للهروب بأخيه لينكون الذي يواجه حكم الإعدام لجريمة لم يرتكبها. يقابل مايكل رفيق زنزانته فرناندو الذي يأخذه في جولة في أرجاء السجن. يعزم مايكل الانضمام إلى عمال السجن التي يديرها جون أبروزي، ويقابل سارا، التي حاول فتنها. يسأل مأمور إصلاحية نهر فوكس هنري بوب مايكل فيما إذا كان قادرا على إنشاء نموذج لتاج محل كهدية لزوجته في ذكرى زواجهما. يقابل مايكل لينكون ويريه الوشم المعقد على جسده الذي يحتوي مخططا للإصلاحية. |    |                                         |                        |                             |                   |             |
| 2 | 2  | «ألين»                                  | Michael W. Watkins     | بول شويرينغ                 | 29 أغسطس 2005     | 1AKJ01      |
| تندلع اشتباكات عرقية بين السجناء البيض والسود في إصلاحية نهر فوكس. يحاول مايكل أن يبقى على الحياد، لكنه يكتشف أن هذا مستحيل. يحاول مايكل الحصول على مسمار ليستخدمه في فك حوض زنزانته. وعندما توقفت الاشتباكات، ظن تي-باغ أن مايكل قتل أحد رفاقه. يعطي سي-نوت مايكل دواءً ليتمكن من مراجعة الطبيبة سارا بشكل منتظم. في نهاية الحلقة، يضرب جون مايكل ويعذبه طالبا إياه معلومات عن أحد الشهود. في هذه الأثناء، تشاهد فيرونيكا دليلا يثبت أن لينكون قام بالفعل بقتل ترينس ستيدمان. |    |                                         |                        |                             |                   |             |
| 3 | 3  | «اختبار الزنزانة»                       | براد تورنر             | Michael Pavone              | 5 سبتمبر 2005     | 1AKJ02      |
| يمتحن مايكل رفيق زنزانته فرناندو ليتأكد أنه سيحفظ سر خطة الهروب. ينحج فرناندو في الامتحان، لكنه يرفض أن يشترك في خطة الهروب. يريد تي-باغ الانتقام من مايكل على خيانته للسجناء البيض، ويحاول جون أبروزي الحصول على موقع فيبوناشي من مايكل بالتقرب منه بدلا من الاعتداء عليه. تتصل فيرونيكا بامرأة تدْعي أن لديها معلومات عن مقتل ستيدمان، لكن هذه المرأة تُقتل على يد العميل كيليرمان بأمر من كارولين رينولدز. |    |                                         |                        |                             |                   |             |
| 4 | 4  | «السم الحلو»                            | Matt Earl Beesley      | Matt Olmstead               | 12 سبتمبر 2005    | 1AKJ03      |
| يقترب رفيق مايكل الجديد هايور من اكتشاف سر وشم مايكل. ويقرر فرناندو الرجوع إلى خطة الهرب بعد أن اكتشف أن ابن عمه هاكتور يتقرب من خطبيته. استطاع مايكل إرجاع رفيقه فرناندو إلى زنزانته، واستطاعا بمساعدة جون أبروزي إحداث فتحة وراء حوض زنزانة مايكل. في هذه الأثناء، تقابل فيرونيكا نيك سافرين الذي يخبرها أنه سيساعدها في التحقيقات. يكتشف العميل بول أن مايكل في إصلاحية نهر فوكس فيسعى إلى استصدار أمر نقل مايكل إلى سجن آخر في اليوم التالي. |    |                                         |                        |                             |                   |             |
| 5 | 5  | «إنغليش أم فتز أم بيرسي»                | Randall Zisk           | Zack Estrin                 | 19 سبتمبر         | 1AKJ04      |
| يحاول العميلان بول وهيل نقل مايكل خارج إصلاحية نهر فوكس بعد أن اكتشفا اتصالاته مع لينكون عن طريق ابتزاز المأمور بوب. يطلب مايكل مساعدة الفريق في تحديد أحد أجزاء خطة الهرب، وهي اختيار الطريق الذي سيسلكونه من بين الطرق المحيطة بالسجن إنغليش وفتز وبيرسي. كان لديه إذن بالخروج بينما اعتقد المراقب على السجون أن مايكل هرب، لاحظ مايكل أن سيارات الشرطة سلكت الطريق إنغليش وبيرسي بعد أن أطلق المراقب الإنذار، لكنها لم تسلك فتز. في النهاية، يقرر الرقيب بوب عدم نقله. في هذه الأثناء تواصل فيرونيكا ونيك جهودهما في تبرئة لينكون، لكن شريط الفيديو الدليل يختفي. تشك فيرونيكا أن لنيك علاقة بذلك.                                                                |    |                                         |                        |                             |                   |             |
| 6 | 6  | «الشغب والثاقب والشيطان (الجزء الأول)»  | روبرت مانديل           | Nick Santora                | 26 سبتمبر 2005    | 1AKJ05      |
| بعد أن شعر مايكل أنه متأخر عن جدول خطة الهروب، يحاول إثارة اشتباكات بين السجناء والحراس تنتهي بحبس لسجناء الجناح، بينما يواصل مايكل شق الفتحة. تتحول الاشتباكات إلى شغب عارم بقيادة تي-باغ. الأسوأ من ذلك، أن تي-باغ وأحد الضباط اكتشفوا خطة الهرب، عندها يقتل تي-باغ الضابط على الرغم من أن فريق خطة الهرب نهاه عن فعل ذلك. يبدأ السجناء في العيادة الشغب ويحاصرون الطبيبة سارا بعد أن سمعوا بالشغب في الجناح الرئيسي. يلحظ مايكل ذلك عبر تلفزيونات المراقبة فيخاطر بخطة هربه من أجل إنقاذها. خارج السجن، يثبت نيك لفيرونيكا أنه جدير بالثقة، عندما يكتشف أن الاتصال المجهول الذي أبلَغ عن لينكون قادم من واشنطن العاصمة. يقود أحد السجناء لينكون مضلِلا ليحاول قتله. |    |                                         |                        |                             |                   |             |
| 7 | 7  | «الشغب والثاقب والشيطان (الجزء الثاني)» | Vern Gillum            | Karyn Usher                 | 3 أكتوبر 2005     | 1AKJ06      |
| خطط الحاكم تانكريدي لمحاصرة السجن، واستطاع مايكل انقاذ سارا من السجناء الثائرين عبر أنابيب الهواء، واستطاعا الهروب من السجناء الثائرين، وفرت سارا إلى الخارج. واصل فرناندو وجون أبروزي الحفر وتمكنا أخيرا من هدم الجدار والنفاذ إلى أنبوب. يتمكن لينكون من التخلص من السجين الذي يحاول قتله. عندما انتهى الشغب، قتل تي-باغ الضابط على الرغم من أن الفريق نهاه عن فعل ذلك. تتجه فيرونيكا ونيك إلى واشنطن العاصمة وفيها يتلقيان اتصالا مجهولا يخبرهما أنهما في عداد الموتى. |    |                                         |                        |                             |                   |             |
| 8 | 8  | «الرأس المسن»                           | جيس ألكسندر            | Monica Macer                | 24 أكتوبر 2005    | 1AKJ07      |
| بعد أن اكتشف مايكل أن غرفة استراحة الحراس تمثل جزءًا هاما من الخطة، حاول إقناع تشارلز وستمورلاند بالانضمام إلى فريق الهروب كون الحراس يثقون فيه ويسمحون له بدخول الغرفة. في البداية يرفض، لكن بعد أن قتل براد بيليك قطته، أشعل النار في الغرفة؛ بعد ذلك يكلَف عمال السجن (فريق الهرب) بإعادة بناء الغرفة. في الخارج، تمكنت فيرونيكا ونيك من النجاة بأعجوبة من انفجار دبره كيليرمان وهيل وأوهماهما بموتهما. في هذه الأثناء، يقتل العميلان أم إل جي وزوجها، بينما يتمكن هو من الفرار. يتم الكشف عن أن العميلان يتلقيان الأوامر من نائبة الرئيس. |    |                                         |                        |                             |                   |             |
| 9 | 9  | «توينر»                                 | Matt Earl Beesley      | بول شويرينغ                 | 31 أكتوبر 2005    | 1AKJ08      |
| تتمكن فيرونيكا ونيك من الالتقاء بإل.جي بعد أن أوهما كيليرمان وهيل أنهما في مكان آخر. يحاول مايكل حماية السجين الصغير الجديد توينر من اعتداءات تي-باغ. في هذه الأثناء تواجه خطة الهروب الخطر بسبب فقد جون أبروزي السيطرة على عمال السجن وانتقالها إلى فيلي فالوزن، الذي شغّل سجناءً آخرين. تتأكد شكوك سي-نوت التي تدور حول خطة هروب مايكل. |    |                                         |                        |                             |                   |             |
| 10 | 10 | «خدعة اليد»                             | دوايت إتش ليتل         | Nick Santora                | 7 نوفمبر 2005     | 1AKJ09      |
| يتتبع عميل للشركة فيرونكيا ونيك ويتولى عمل كيليرمان وهيل، لكن العميلان لم يرضيا. يحاول مايكل وجون إيجاد وسيلة لاستعادة السيطرة على عمال السجن، لكن قيام مايكل بذلك يعني فضح مكان فيبناشي. استطاع إرسال فالزون إلى مكان خاطئ في كندا، حيث اعتقل بتهمة حمل السلاح دوليا وانتهاك الإفراج المشروط. يستطيع جون السيطرة على عمال السجن، لكن سي-نوت يفرض انضمامه إلى فريق الهرب. |    |                                         |                        |                             |                   |             |
| 11 | 11 | «"وحينها أصبحوا 7»                      | Jesús Salvador Treviño | Zack Estrin                 | November 14, 2005 | 1AKJ10      |
| صُدم فريق الهرب والسجناء بمعرفة أن مايكل متزوج عندما قدمت زوجته لإعطائه أحد أجزاء الخطة: بطاقة للحصول على أمتعته الشخصية. لسوء الحظ، كان الضابط جيري قد سرق ساعته التي كان يحتاجها، فطلب من توينر المساعدة في استردادها. يغير تشارليز موقفه من الهروب، بعد أن سمع بمرض ابنته العضال. يتتبع عميل المباحث الجديد كوين فيرونيكا ونيك وإل.جي لكنهم يهربون ويتركون كوين ليموت في بئر قديم. في النهاية، يكتشف مايكل وجود أشخاص كثر في فريق الهرب، وأن عليهم أن يتخلصوا من أحدهم. |    |                                         |                        |                             |                   |             |
| 12 | 12 | «وخرج الرجل الغريب»                     | بوبي روث               | Karyn Usher                 | 21 نوفمبر 2005    | 1AKJ11      |
| مع ارتفاع عدد الفريق، يقرر الجميع التخلص من تي-باغ. لكنه يخبرهم أنه اتصل بأخيه في الخارج، وأخبره أنه إذا لم يتصل به بعد الهرب، فإنه سيتصل بالسلطات مبلغا عن هروبهم. يعزم جون على قتل تي-باغ، لكنه يتركه على شرط أن يرجع عن فكرة الهرب، بمجرد أن تركه قفز تي-باغ عليه بمشرط وأصابه في عنقه. تتلقى فيرونيكا اتصالا من هيل، وفيه يقول أن لديه أدلة تبرْئ لينكون، وأنه يريد أن يقابلها. يضرب لينكون أحد الحراس ليمنعه من كشف الخطة، فيتسبب ذلك بحبسه. |    |                                         |                        |                             |                   |             |
| 13 | 13 | «نهاية المطاف»                          | Sanford Bookstaver     | بول شويرينغ                 | 28 نوفمبر 2005    | 1AKJ12      |
| تقابل فيرونيكا هيل، ويخبرها أن ترينس ستيدمان ما يزال حيا، لكن وقبل أن يتمكن من إعطائها الدليل، يصل كيليرمان إلى المنطقة، ويقتل هيل بعد أن وجد أنه سجل اسمه في الأدلة ك"شريك". في إصلاحية نهر فوكس، يرسل جون إلى المشفى. يستعد الفريق للهرب لكن مايكل لا يوافق على ترك لينكون هناك في الحبس الانفرادي.لحسن الحظ، يتمكن مايكل سرا من إرسال حبة تسبب عوارض التسمم الغذائي، فيُرسل لينكون إلى المستوصف الذي سيغادر منه الفريق السجن. لسوء الحظ، غيّر السجن أنبوبة متآكلة في ليلة الهرب، مما أعاق تنفيذ الخطة. |    |                                         |                        |                             |                   |             |
| 14 | 14 | «الفأر»                                 | كيفين هوكس             | Matt Olmstead               | 20 مارس 2006      | 1AKJ13      |
| فشلت أول محاولة للهرب، وبقيت ساعات قليلة قبل إعدام لينكون، فيحاول مايكل تعطيل الكرسي الكهربائي عن طريق فأر يأكل الأسلاك، إلا أن توينر يبلغ بيليك بذلك، فيأمر بيليك بإصلاح الكرسي. يناشد مايكل سارا بأن تطلب من والدها (حاكم إلينوي) بأن يراجع قضية لينكون لكن هذا يفشل لأنه يعمل لصالح نائبة الرئيس رينولدز. في اللية التي يعدم فيها لينكون، يودعه مايكل وفيرونيكا، ويقيّد بالكرسي. |    |                                         |                        |                             |                   |             |
| 15 | 15 | «بالجلد والأسنان»                       | فرد جيربر ‏             | Nick Santora                | 27 مارس 2006      | 1AKJ14      |
| يؤخَر إعدام لينكون عندما قدْم مجهول أدلة بأن الجثة في القبر ليست جثة القتيل. ينبش نيك وفيرونيكا "قبر ستيدمان" ليجدا أن الجسد كان بالفعل جسد ستيدمان. مع الأسابيع الإضافية، سيتمكن مايكل الآن من استكمال خطة الهرب. يحصل مايكل على بزة أحد الحراس من مغسلة السجن لينفذ الخطة الاحتياطية، ويتسلل إلى مستشفى الأمراض النفسية في السجن ليجد الأنابيب التي توصلهم إلى المستوصف. لكن في طريق عودته، يحرق ظهره، فيُذهب به إلى المستوصف لتجد الطبيبة سارا أثرا لبزة الحراس على جرحه. علاوة على ذلك، يزيل جرحه أحد الأجزاء الهامة من وشمه لخطة الهرب. |    |                                         |                        |                             |                   |             |
| 16 | 16 | «حارس أخيه»                             | غريغ يايتانيس          | Zack Estrin                 | 3 أبريل 2006      | 1AKJ15      |
| تعرض هذه الحلقة مدة ثلاثة سنوات قبل سجن مايكل بالإضافة إلى حياة عدة شخصيات رئيسية قبل السجن. القصة الرئيسية التي تدور حولها الحلقة هي تلفيق القتل الذي أدى إلى إدانة لينكون وسبب إصرار مايكل على إنقاذ أخيه. في المقابل، تصور إدمان سارا على المخدرات ثم تعافيها منها، ووشاية ابن عم فرناندو به بعد أن خرج مع ماريكروز، وتسريح سي-نوت من الجيش بعد انتقد تعذيب السجناء في الكويت، وتي-باغ عندما كان يواعد سوزان هولاندر التي اكتشفت لاحقا أنه مطلوب وسلمته للسلطات. |    |                                         |                        |                             |                   |             |
| 17 | 17 | «جي-كات»                                | قاي فيرلاند            | Karyn Usher                 | 10 أبريل 2006     | 1AKJ16      |
| يأخذ نيك وفيرونيكا وإل.جي هاتف كوين المحمول، وهناك يجد إل.جي أدلة عن كيليرمان. يتجه إل.جي إلى منزله ليثأر من مقتل أمه، لكنه يعتقل قبل أن يتمكن من قتله. يرسَل مايكل إلى الحبس الانفرادي بعد أن رفض الإجابة على سؤال بوب عن الحرق. يجبر الفريق فرناندو على أن يتأكد من أن خطة الهرب ما زالت سرا، مما يؤدي به إلى الاعتقال، غير أن الحراس لم يعرفوا عن الخطة. بعد أن أصبح توينر عديم الفائدة لبراد، أرسله إلى زنزانة فيها سجين مزعج. في النهاية، يتظاهر مايكل بانهيار عصبي لكي يدخل إلى جناح الأمراض النفسية ليتمكن من الحصول على مساعدة هايور في إيجاد الجزء المفقود من الوشم، لكن هايور نسي من يكون مايكل أصلا.                                                       |    |                                         |                        |                             |                   |             |
| 18 | 18 | «الخدعة»                                | جيس ألكسندر            | Nick Santora & Karyn Usher  | 17 أبريل 2006     | 1AKJ17      |
| يحاول مايكل أن يجعل هايور يتذكره، بجعله يتقيأ العلاج. بعد فترة يتذكر هايور الوشم ويرسم الجزء المفقود. في هذه الأثناء كانت زنزانة مايكل خالية، يسعى فريق الهرب إلى شرائها قبل أن يشتريها غيرهم. فازوا في قمار غير قانوني -بسبب غش تي-باغ وخدعة سي-نوت-. لسوء الحظ، يخبر غاري الفريق أنه باع الزنزانة بالفعل، فاتهموه بحرق مايكل، وسرعان ما طرده المدير. بعد أن اعتُقل إل.جي، تم السماح للينكون بزيارته. لكن في طريقه إلى هناك صدمت شاحنة سيارة النقل فانقلبت. |    |                                         |                        |                             |                   |             |
| 19 | 19 | «المفتاح»                               | Sergio Mimica Gezzan   | Zack Estrin & Matt Olmstead | 24 أبريل 2006     | 1AKJ18      |
| ينقذ أبو لينكون ابنه من الحادث المروري، ويخبره أنه تسبب في تلفيق تهمة مقتل ستيدمان عليه لأن انشق عن الشركة. للأسف، تقوم السلطات وكيليرمان بتتبعهما. يحضر كيليرمان أولا، وبعد أن قابل لينكون يصل بيليك، فيستسلم له لينكون ويفر كيليرمان. تجد فيرونيكا دليلا يقودها إلى بلاكفوت في مونتانا. في إصلاحية نهر فوكس، يحتاج مايكل لمفتاح المستوصف ليكمل خطة الهرب، لكنه لم يستطيع أخذه من سارا، فيطلب من زوجته فعل ذلك. لكن سارا تكتشف ذلك وتغير القفل. يعرف توينر عن خطة الهرب فيشي بها إلى بيليك، الذي يجد الحفرة في غرفة استراحة الحراس. |    |                                         |                        |                             |                   |             |
| 20 | 20 | «الليلة»                                | بوبي روث               | Zack Estrin                 | 1 مايو 2006       | 1AKJ19      |
| يكتشف بيليك الحفرة، لكن وستمورلاند -الذي دخل بعد أن اكتشف بيليك الحفرة- يضربه ويقيده ويرميه فيها، غير أنه جُرح أثناء ذلك. مع هذا الطارئ يقرر الفريق أن الهرب يجب أن يتم الليلة. اضطر مايكل إلى أن يخبر سارا بالخطة، ويطلب منها ترك الباب مفتوحا له وللفريق. ينضم توينر إلى الفريق. وتخطط فيرونيكا للذهاب إلى بلاكفوت، لكن نيك يوقفها تحت تهديد السلاح. احتاج مايكل أيضا مساعدة المأمور بوب، لذا أخذ العامود الحامل لتاج محل وعاد إلى مكتبه ليصلحه، وطلب منه التعاون وهو يحمل خنجرا. |    |                                         |                        |                             |                   |             |
| 21 | 21 | «الانطلاق»                              | Dean White             | Matt Olmstead               | 8 مايو 2006       | 1AKJ20      |
| أجبر مايكل المأمور بوب على إطلاق لينكون إلى المستوصف، قبل أن يضربه ليغمى عليه. قرر نيك جعل فيرونيكا تذهب إلى بلاكفوت. عاد نيك إلى والده، إلا أن أحد رجال عصابة جون أطلق عليهما النار فقتلهما. بدأ مايكل ورفاقه الهرب من خلف زنزانة مايكل أثناء وقت الراحة. نفذوا من هناك إلى جناح المرضى النفسيين وهم متنكرون بزي المرضى النفسيين، ثم إلى المستوصف. لكن هايور انضم إليهم في لحظة الهروب، وتقهقر وستمورلاند ومات من أثر جرحه، لكنه أخبر مايكل عن مكان الخمسة ملايين دولار التي سرقها. نجح مايكل ولينكون وجون وهايور وسي-نوت وتي-باغ وتوينر وفرناندو في الهرب من إصلاحية نهر فوكس.                                                                                     |    |                                         |                        |                             |                   |             |
| 22 | 22 | «الطيران»                               | كيفين هوكس             | بول شويرينغ                 | 15 مايو 2006      | 1AKJ21      |
| بعد أن أصبح مايكل ولينكون وستة آخرون خارج الأسوار بدأت السلطات تقترب من إيجادهم. تُقصي الشركة كارولين رينولدز فتقرر أن تتولى الأمور بنفسها بأن تكون رئيسة لتتمكن من السيطرة، فقتلت الرئيس. تصل فيرونيكا إلى مونتانا وتجد دليلا يثبت براءة لينكون: أثبتت أن ترينس ستيدمان ما زال حيا. يربط تي-باغ معصمه بمايكل بقيد ليضمن أن جون لن يقتله، غير أن جون يقطع يده ليحرر مايكل. قرر الفريق تركه هو وتوينر وهايور ليعتمدوا على أنفسهم. غير أنهم اكتشفوا بعد أن وصلوا إلى المطار أن طائرة جون التي رتبها غادرت بدونهم وأن السلطات تحاصر المطار، فاضطر الفريق إلى الهرب جريا.                                                                                                 |    |                                         |                        |                             |                   |             |

### الموسم 2 (2006–07)
| # | #  | العنوان            | أخرجها               | كتبها                       | بُثّت في         | رمز الإنتاج |
| --- | -- | ------------------ | -------------------- | --------------------------- | -------------- | ----------- |
| 23 | 1  | «المطاردة»         | كيفين هوكس           | بول شويرينغ                 | 21 أغسطس 2006  | 2AKJ01      |
| بعد ثمان ساعات من الهرب، يتجه مايكل ولينكون وسوكري وسي-نوت وجون إلى أسويغو في إلينوي، ويتولى عميل المباحث الفيدرالية ألكساندر ماهون حملة بحث عن الهاربين. ويجد تي-باغ علاجا طبيا ليده المقطوعة، وتستجوب المباحث الفيدرالية سارا بعد أن تعافت من آثار الموروفين. تجد فيرونيكا تيرينس ستيدمان أسيرا في كوخ، لكن عميلين للشركة يصلان ويقتلانها. |    |                    |                      |                             |                |             |
| 24 | 2  | «أوتيس»            | بوبي روث             | Matt Olmstead               | 28 أغسطس 2006  | 2AKJ02      |
| يبتعد لينكون ومايكل عن سوكري وسي-نوت وجون محاولين إنقاذ إل. جي. من الحكم عليه بالسجن. استطاع العميل ماهون معرفة خطتهما؛ ويصاب لينكون في قدمه أثناء محاولته أخذ إل. جي.، ويرسل إل. جي. إلى مركز الاعتقال في أريزونا. يتعرض براد والمأمور هنري إلى المساءلة لمعرفة دورهما في الهرب. يُوقف هنري ويطرد براد لتعامله غير القانوني مع السجناء. تعرض فتاة في الجامعة على توينر أن توصله إلى يوتاه. ويعالج طبيبٌ بيطريٌ تي-باغ ويربط يده، إلا أن تي-باغ يقتله بعد ذلك. |    |                    |                      |                             |                |             |
| 25 | 3  | «المسح»            | Bryan Spicer         | Zack Estrin                 | 4 سبتمبر 2006  | 2AKJ03      |
| يطلب مايكل ولينكون من نيكا المساعدة، ويزيفان انفجار سيارتهما لتعتقد المباحث أنهما قتلا. أثناء البحث عن الأشلاء، يذكر ماهون مصادفةً أوسكار شاليز -الهارب الذي ظن الناس أن ماهون لم يقبض عليه- فيصاب بالضيق فيخرج حبوبا من قلمه ويتناولها. وعلى الرغم من أن السلطات على دراية بعلاقة سوكري بماريكروز وسي-نوت بعائلته، إلا أنهما يذهبان ليبحثان عنهم. تُعتقل سارا لمساعدتها الهاربين، لكن والدها يدفع الكفالة ويطلب منها أن تحضر اجتماعات المدمنين على المخدرات اليومية. يتحالف براد مع جيري ويبدآن البحث عن مايكل ولينكون.                                            |    |                    |                      |                             |                |             |
| 26 | 4  | «أول خطأ»          | بوبي روث             | Nick Santora                | 11 سبتمبر 2006 | 2AKJ04      |
| يعتقل براد وجيري مايكل ولينكون ونيكا. يخبر براد مايكل أنه يعرف عن المال الذي تركه وستمورلاند في أوتاه، وأنهما سيقودانه إلى المال. يعزم جون على أخذ ثأره من الشاهد ضد العصابة، بينما كان ماهون يتتبعه. تصيب الشرطة جون بالنار فترديه قتيلا بعد أن رفض الاستسلام، ويكتشف ماهون أن مايكل ولينكون ما يزالان على قيد الحياة، وأن الانفجار كان مزيفا. يحاول كيليرمان إقامة صداقة مع سارا تحت اسم مستعار. يتلقى تي-باغ مساعدة من أحد الغرباء. |    |                    |                      |                             |                |             |
| 27 | 5  | «الخريطة 1213»     | Peter O’Fallon       | Karyn Usher                 | 18 سبتمبر 2006 | 2AKJ05      |
| يعيد ماهون البحث عن الخمسة ملايين التي أخفاها دي بي كوبر، الذي عُرف في إصلاحية نهر فوكس باسم تشارليز وستمورلاند. هرب مايكل ولينكون من براد وجيري، وحاولا تحديد موقع تركة وستمورلاند. يلاقي الأخوان توينر، فيخبرهما أن خريطة المال مع تي-باغ. يحفظ تي-باغ الخريطة ويمزقها، ويتفق مع مايكل ولينكون على أن يوصلهما إلى التركة مقابل حصة منها. عندما وصلوا إلى الموقع المحدد، وجدوا أن منزلا بُني في مكان المستودع الذي يحوي التركة. يعزم سوكري على أن يوقف زواج ماريكروز في لاس فيغاس. بينما يستمر كيليرمان في مجالسة سارا.                                            |    |                    |                      |                             |                |             |
| 28 | 6  | «المخطط»           | Eric Laneuville      | Monica Macer                | 25 سبتمبر 2006 | 2AKJ06      |
| يبحث مايكل ولينكون وتي-باغ وتيونر عن تركة وستمورلاند، وينضم إليهما سوكري وسي-نوت من غير ترتيب مسبق. وتصل المجموعة إلى البيت الذي بُني فوق التركة ويقنعون صاحبة المنزل أنهم أرسلوا من شركة الكهرباء لإصلاح بعض الأعطال. يصل ماهون إلى أوتاه ويقبض على توينر. في هذه الأثناء شوهد هايور في ويسكونسن. يرى الحاكم تانكريدي كيلرمان في كابيتول الولايات المتحدة (وكان قد التقى به في بيت سارا) فيتصل بسارا محذرا لها وطالبا منها ألا تقابله مجددا. |    |                    |                      |                             |                |             |
| 29 | 7  | «المدفون»          | Sergio Mimica Gezzan | سيث هوفمان ‏                 | 1 أكتوبر 2006  | 2AKJ07      |
| يترك لينكون مايكل لكي يذهب للبحث عن إل. جي. في أريزونا. ينجح مايكل وسي-نوت وتي-باغ تحديد موقع تركة وستمورلاند؛ لكن سوكري يُهددهم بالقتل إذا لم يعطوه التركة. يعترف ماهون لتوينر أنه قتل شاليز، ويقدم على قتل تيونر. تُبلَغ سارا أن ترشيح والدها لنيابة الرئيس ألغيت، وتجده مشنوقا في مكتبه. يخطط هايور لبناء مركب ليسافر به إلى هولندا. |    |                    |                      |                             |                |             |
| 30 | 8  | «اللوح»            | Vincent Misiano      | Zack Estrin                 | 23 أكتوبر 2006 | 2AKJ08      |
| يأخذ سوكري المال ويذهب، ويجبر الجميع على أن يبتعدوا بعيدا. يلاقي مايكل سوكري بعد فترة قصيرة، ويُكشف عن أن تصرف سوكري كان خطة من مايكل لأخذ المال. لكن مايكل وسكوري لا يجدان المال في الحقيبة التي أخذها سوكري، يُظهر تي-باغ حاملا المال. يكتشف سوكري أن ماريكروز ألغت الزواج، فيذهب ليبحث عنها. يكتشف براد وجيري أن تي-باغ استحوذ على المال فقرّرا تتبعه. يلتقي لينكون بإل. جي.؛ وتلاحق الشركة سارا، فيحاولان -لينكون وسارا- إيجاد مايكل. يُستجوب ماهون بخصوص مقتل توينر. ويُكشف أن الشركة ابتزّته ليقتل الثمانية الهاربين.                                             |    |                    |                      |                             |                |             |
| 31 | 9  | «وحفروا»           | كيفين هوكس           | Nick Santora                | 30 أكتوبر 2006 | 2AKJ09      |
| تحل سارا كود مايكل فتذهب لملاقاته، لكن كيلرمان وماهون يتبعانها. يضع تي-باغ تركة وستمورلاند في مستودع أمانات، ويحاول أن يجد حبيبته السابقة سوزان. يجد تي-باغ منزلها خاويا، يتبعه براد وبيليك إلى المنزل، ويهددانه ببتر يده المربوطة إذا لم يكشف عن موقع التركة. يكتشف مايكل أن ماهون قتل شارليز سرا، فيتصل به ليخبره بما اكتشف. يجد سي-نوت عائلته، وتقبض الشرطة على لينكون وإل جي. |    |                    |                      |                             |                |             |
| 32 | 10 | «الميعاد»          | دوايت إتش ليتل       | Karyn Usher                 | 6 نوفمبر 2006  | 2AKJ10      |
| يجد بيليك وجيري تركة وستمورلاند، لكن جيري يُفقِد بيليك وعيه بضربه ويستولي على المال كله. يلتقي مايكل بسارا، لكن ماهون يصل ويعكر اللقاء. بعد أن فرّا وحاولت سارا المغادرة، أمسك بها كيليرمان. يحرّر ألدو -والد لينكون- ابنه وإل جي من الشرطة؛ ويخبر لينكون أنه جمع أدلة تبرّئه؛ غير أن عميلا للشركة يحاول قتلهما. |    |                    |                      |                             |                |             |
| 33 | 11 | «بولشوي بوز»       | غريغ يايتانيس        | Monica Macer وسيث هوفمان ‏   | 13 نوفمبر 2006 | 2AKJ11      |
| يحاول مايكل الاتفاق مع مهرّب لتأمين طائرة إخلاء، لكن خطته فشلت ويحاصره المهربون. يصل سوكري وينقذ مايكل ويأذنان للمهربين بأن يغادروا، فيخبرونه عن مكان الطائرة ردا للجميل. يتجه ألدو ولينكون إلى بولشوي بوز للقاء مايكل، ويتركهما إل جي ليذهب مع إحدى عضوات مجموعة ألدو. يهرب تي-باغ من منزل سوزان بعد أن ربطه جيري وبيليك بقطع يده للنجاة من الشرطة. يتتبع أثر جيري ويقتله ويأخذ المال معه. يعذّب كيليرمان سارا؛ ويجد ماهون مكان بولشوي بوز. |    |                    |                      |                             |                |             |
| 34 | 12 | «الانقطاع»         | Karen Gaviola        | Nick Santora وKaryn Usher   | 20 نوفمبر 2006 | 2AKJ12      |
| استطاعت سارا الفرار من كيليرمان لكنه أخبر الشركة أنه قتلها. يمسح العميل كيم -وهو جاسوسٌ للشركة- جميع سجلات كيليرمان الحكومية. يلتقي مايكل بوالده ألدو ولينكون، ويخبرهما ألدو عن الشركة ويطلب منهما أن يجدا سارا. يصل ماهون ويطلق عليهم النار؛ يُصاب ألدو ويموت بعد ذلك بوقت قصير قبل أن يتمكنوا من إسعافه. يتوجه مايكل ولينكون وسوكري إلى طائرة الإخلاء وهناك يخبر الأخوان سوكري أنهما لن يتجها إلى المكسيك. يطارد ماهون مايكل ولينكون وتصدم السيارتان بالمصادفة. تعتقل الشرطة زوجة سي-نوت كيسي، ويُتهم بيليك بقتل جيري.                                             |    |                    |                      |                             |                |             |
| 35 | 13 | «صندوق القتل»      | بوبي روث             | Zack Estrin                 | 27 نوفمبر 2006 | 2AKJ13      |
| يصوب ماهون على مايكل ولينكون، لكن دوريات الحدود تصل قبل أن يتمكن من قتلهما. يُذهب بالأخوين إلى مركز اعتقال، وهناك يطلب كيم من ماهون أن يقتلهما. وبينما يجري نقلهما إلى إصلاحية نهر فوكس، توقفت سيارة نقلهما واستطاعا الهروب. يطلق كيليرمان النار على ماهون، ويخبر الأخوين أنه يريد مساعدتهم في فضح الشركة لأنها دمرت حياته. يصل تي-باغ إلى حبيبته السابقة سوزان؛ ويرجع بيليك إلى إصلاحية نهر فوكس سجينا، ويضطر سوكري إلى الهبوط مظليا من طائرته بعد أن حاولت السلطات إسقاطها.                                                                                      |    |                    |                      |                             |                |             |
| 36 | 14 | «جون دو»           | كيفين هوكس           | Matt Olmstead وNick Santora | 22 يناير 2007  | 2AKJ14      |
| يرحب أبناء سوزان بتي-باغ، لكنه احتجزهم كرهائن عندما حاولت سوزان قتله. يتعافى ماهون من إصابته ويخبر العميل كيم أنه لن يعمل للشركة بعد الآن. بعد لحظات، يُبلغ ماهون أن ابنه تعرض لحادث مروري، فيضطر إلى الرجوع إلى مطاردته للهاربين خوفا على عائلته. يذهب مايكل ولينكون وكيليرمان إلى مونتانا ليجدا ستيدمان. يرفض ستيدمان الظهور للعامة، فيأخذ مسدس لينكون وينتحر. يواجه بيليك بعض المشاكل مع سجناء الإصلاحية الآخرين ويواصل سي-نوت مسيرته مع ابنته. |    |                    |                      |                             |                |             |
| 37 | 15 | «الرسالة»          | بوبي روث             | Zack Estrin وKaryn Usher    | 29 يناير 2007  | 2AKJ15      |
| يختطف مايكل ولينكون وكيليرمان مصورا ليبثا رسالة موجهة أساسا إلى سارا عبر التلفاز. يبرئ لينكون نفسه في الرسالة ويتهم الشركة بالجريمة. يعلن ماكيل أن سارا بريئة، وأن ماهون قتل جون وتوينر وشاليز. يُرسل بيليك إلى المستوصف بعد أن تعرض للاعتداء ويزوره ماهون هناك ليسأله عن الرسالة التي بثها مايكل. يخبره براد أن الاقتباسات التي استخدمها مايكل (كـ"الملاذ الآمن" و"فرصة أخرى") هي عناوين في كتاب رعاية المدمنين. بعد أن حلل ماهون الكتاب، اكتشف أن مايكل يعزم لقاء سارا في إحدى المستشفيات. في هذه الأثناء، يشتري هايور بيرة لشابين ويسرق سوكري سيارة في المكسيك. |    |                    |                      |                             |                |             |
| 38 | 16 | «شيكاغو»           | جيسي بوشكو ‏          | Matt Olmstead وNick Santora | 5 فبراير 2007  | 2AKJ16      |
| تجتمع سارا بمايكل ولينكون في قطارٍ في شيكاغو. وفيه تكتشف أن كيليرمان معهم، فتحاول قتله، لكن مايكل ولينكون يوقفانها. يخبر مايكل سارا بشعوره تجاهها فتخبره بشعورها تجاهه فيبدآن علاقة عاطفية. يتلقى ماهون مساعدة من بيليك، ويعده أن يسحب تهم القتل إذا ساعدهم في إمساك الهاربين. يقبل بيليك العرض ويتمكن من محاصرة هايور في أعلى مبنى، يصل ماهون ويقنع هايور على القفز من المبنى منتحرا. يتعرض سي-نوت للسرقة أثناء غدائه مع ابنته. يستمبر تي-باغ في احتجازه لسوزان وأسرتها.                                                                                          |    |                    |                      |                             |                |             |
| 39 | 17 | «الدم الفاسد»      | نيلسون ماكورميك      | بول شويرينغ وKaryn Usher    | 12 فبراير 2007 | 2AKJ17      |
| بعد أن عانت ابنة سي-نوت من المرض، عزم على تسليم نفسه. اتصل بماهون فيخبره أن زوجته أطلق سراحها من السجن، فيسلم نفسه. يلتقي سوكري بماريكروز. ويزور تي-باغ بيت طفولته ويحرّر حبيبته السابقة وطفليها من الحبس. يطلب مايكل وسارا من هنري بوب المساعدة في تلقي معلومات سُرّبت من الشركة. استطاع بوب الحصول على ملف صوتي يسجل محادثة بين الرئيسة وأخوها ستيدمان، والتي جرت بعد حادثة قتل ستيدمان المزعومة. يحاول العميل كيم أخذ ما لدى بوب، إلا أن مايكل يوقفه. |    |                    |                      |                             |                |             |
| 40 | 18 | «الغمر»            | بوبي روث             | Nick Santora                | 19 فبراير 2007 | 2AKJ18      |
| يتصل لينكون ومايكل وسارا بكوبر غرين، الذي يظنون أنه يستطيع مساعدتهم في تبرئة لينكون. يخبرهم كوبر أنه لا يستطيع التأكد من أن المحادثة تمت بعد حادثة قتل ستيدمان المزعومة، لكنه يقترح عليهم ابتزاز الرئيسة للحصول على عفو رئاسي. يطلب ماهون من براد أن يقبض على سوكري الذي يعيش مع ماريكروز في مزرعة خالته. يزور تي-باغ هوية، ويسافر بالمصادفة مع براد في نفس الرحلة إلى المكسيك. يطلب ماهون من سي-نوت أن ينتحر حفاظا على سلامة عائلته. يعزم كيليرمان على اغتيال الرئيسة.                                                                                           |    |                    |                      |                             |                |             |
| 41 | 19 | «كارولاين الجميلة» | دوايت إتش ليتل       | Karyn Usher                 | 5 مارس 2007    | 2AKJ19      |
| يُوقَف سي-نوت عندما حاول الانتحار؛ ويعرض عليه مارك ويلر حريته مقابل شهادته ضد ماهون. يستخدم مايكل التسجيل الصوتي لابتزاز الرئيسة، فتوافق على إعطاء مايكل ولينكون عفوا كاملا. لكن الشركة تبتزها من جهة أخرى بنفس الملف الصوتي، فتقرر الاستقالة من الرئاسة. يفقد تي-باغ تركة وستمورلاند في سير استلام الأمتعة في المكسيك. يعتقل براد سوكري ويعزم على رده إلى ماهون، لكن سكوري يقنع براد بأن يجد له تركة وستمورلاند كتسوية. |    |                    |                      |                             |                |             |
| 42 | 20 | «باناما»           | Vincent Misiano      | Zack Estrin                 | 19 مارس 2007   | 2AKJ20      |
| استطاع تي-باغ استعادة أموال وستمورلاند؛ فيتتبعه براد وسوكري. عندما هرب تي-باغ إلى باناما، أخبر براد سوكري أنه أخذ ماريكروز كرهينة، وشرط عليه أن يجدا المال ليطلق سراحها. تحاكم المباحث الفيدرالية سارا بتهمة السماح لمايكل ولينكون بالهرب إلى باناما. يوافق سي-نوت على الشهادة ضد ماهون مقابل حريته، فيعود إلى عائلته. يصل ماهون إلى باناما، وفي نفس الوقت يقرر مايكل مساعدة براد وسوكري في القبص على تي-باغ. |    |                    |                      |                             |                |             |
| 43 | 21 | «فاين ديل كاوينو»  | بوبي روث             | Matt Olmstead وسيث هوفمان ‏  | 26 مارس 2007   | 2AKJ21      |
| تحالف مايكل وسوكري وبراد للإيقاع بتي-باغ. يحاول لينكون تعطيل خطة ماهون للإمساك بمايكل؛ لكن ماهون يتمكن من الإمساك بلينكون. تتواصل محاكمة سارا في شيكاغو، ويشهد كيليرمان ببراءة سارا. تعتقل الشرطة تي-باغ، ويأخذ مايكل المال ويعود إلى سفينته "كريستيان روز". يتصل ماهون بمايكل ليخبره أنه أمسك بلينكون، ويطلب منه السفينة والمال مقابل إطلاق سراح لينكون. |    |                    |                      |                             |                |             |
| 44 | 22 | «سونا»             | كيفين هوكس           | بول شويرينغ                 | 2 أبريل 2007   | 2AKJ22      |
| تعفي شهادة كيليرمان سارا ولينكون من عقوباتهما، فتغادر سارا إلى باناما، ويقتل عناصر ينتمون إلى الشركة كيليرمان أثناء نقله إلى السجن. يبحث سوكري عن براد ليجد ماريكروز. تلتقي سارا بمايكل ولينكون من جديد وتبشرهما بالبراءة. يظهر العميل كيم فجأة محاولا قتل الأخوين، إلا أن سارا تطلق عليه النار. تعتقل الشرطة مايكل وماهون وبراد وتي-باغ ويرسلون إلى إصلاحية سونا الفيدرالية. |    |                    |                      |                             |                |             |

### الموسم 3 (2007–08)
| # | #  | العنوان              | أخرجها          | كتبها                          | بُثّت في         | رمز الإنتاج |
| --- | -- | -------------------- | --------------- | ------------------------------ | -------------- | ----------- |
| 45 | 1  | «التأقلم»            | كيفين هوكس      | بول شويرينغ                    | 17 سبتمبر 2007 | 3AKJ01      |
| يُعتقل مايكل وتي-باغ وماهون وبيليك في إصلاحية سونا الفيدرالية في باناما. يضطر مايكل لخوض قتال مع سجين آخر. فيهزمه رافضًا قتله. ينقذ ماهون مايكل بعد أن قتل السجين الذي حاول طعن مايكل بسكين مُخالفا لقوانين القتال. أصبح بيليك من أضعف السجناء وأدناهم، فصادق سجينًا ضعيفًا آخرًا قُتل فيما بعد أثناء محاولته الهرب من النافذة. في هذا الأثناء وخارج السجن، تطلب الشركة من مايكل تهريب سجين آخر يدعى جيمس ويسلر. يرفض في البداية فعل ذلك، لكن اخبره لينكون فيما بعد أن الشركة تحتجز إل جي وسارا لتجبره على التعاون. |    |                      |                 |                                |                |             |
| 46 | 2  | «نار/ماء»            | بوبي روث        | Matt Olmstead                  | 24 سبتمبر 2007 | 3AKJ02      |
| لا يستطيع مايكل إيجاد ويسلر في البداية، لأنه متخفٍ عن بقية السجناء لأن من يجده يكافئ بإخراجه من السجن، غير أن بيليك يعرف مكانه. في هذه الأثناء، تسببت مشادة بضياغ مخزون سونا من المياه، فيدأ السجناء شغبًا، ويلجأ تي-باغ إلى ليشيرو. يشتري سوكري مسدسًا ويجبر بيليك على إخباره عن موقع ماريكروز، فيخبره أنها عادت إلى الولايات المتحدة. يكتشف لاحقا أنه لن يستطيع رؤيتها. يعرض عليه لينكون وظيفة سونا لمساعدة مايكل في تهريب ويسلر من السجن، لكنه يعتذر. يتمكن ماهون من إيجاد مكان ويسلر فيعزم على تسليمه. إلا أن مايكل استطاع إرجاع الماء إلى سونا، وطلب ترك ويسلر وشأنه كمقابل.                                              |    |                      |                 |                                |                |             |
| 47 | 3  | «انتظار المكالمة»    | Milan Cheylov   | Zack Estrin                    | 1 أكتوبر 2007  | 3AKJ03      |
| بعد أن اعترف مايكل أنه لا يملك أي خطة لإخراج ويسلر من السجن طلب من لينكون إيجاد إل جي وسارا. يبتز مايكل تي-باغ ليحصل على هاتف ليشيرو، وعبره استطاع مايكل الحديث إلى سارا بعد أن وافقت الشركة، فأعطته عبارات متقطعة تدل على ماكنها، فتمكن لينكون من فكها وإيجاد مكانه ابنه وسارا. لكن عملاء الشركة يهربون ومعهم الرهائن قبل أن يتمكن لينكون من إنقاذهم. يخبر ويسلر مايكل أن الشركة تريد إخراجه من السجن ليقودهم إلى مكان أحد الأشخاص. استطاع بيليك الترفع من منزلته، ولم يعد سجينا وضيعا. تتصل سوزان بلينكون فتخبره أن يأخذ صندوقًا وُضع في المرآب لكي لا يحاول إنقاذ سارا وإل جي مرة أخرى.                                    |    |                      |                 |                                |                |             |
| 48 | 4  | «السياج المنيع»      | Michael Switzer | Nick Santora                   | 8 أكتوبر 2007  | 3AKJ04      |
| يجد لينكون رأسًا مقطوعا وموضوعا في صندوق فيظنه رأس سارا ويخفي ذلك عن مايكل. تراود ماهون وساوس من هايور عن أن مايكل سوف يخونه. يصبح تي-باغ عضوا في مجموعة ليشيرو بعد أن قتل تاجر المخدرات في سونا نيفيس. يطفئ مايكل كهرباء السجن، ويقنع ليشيرو بأن يترك له فرصة ليصلحها في "الأرض المحظورة". أعاد تشغيل الكهرباء فيما بعد أثناء قيامه بالمهمة. يحاول بيليك معرفة خطة مايكل للهرب. يحاول لينكون وصوفيا -حبيبة ويسلر- رشو حفار القبور ليعمل معهم، لكن سوزان تقتله بعد أن اكتشفت أنه ليس جديرا بالثقة. استطاع سوكري أن يحل محله، واستخدم مركبًا كيميائيًا ليذيب السياج المكهرب حول السجن كجزء من خطة مايكل للهرب.                  |    |                      |                 |                                |                |             |
| 49 | 5  | «العقبة»             | Karen Gaviola   | Karyn Usher                    | 22 أكتوبر 2007 | 3AKJ05      |
| بعد أن بقي يوم واحد فقط على الموعد النهائي، عزم مايكل على الهرب في النهار، لأن الهرب في الليل مستحيل. يكتم لينكون ذلك عن سوزان، ليتمكن فريق الهرب من إنقاذ إل جي. في هذه الأثناء، يدخل سجينٌ جديدٌ إلى سونا فيدعي أنه سبق وأن رأى ويسلر فيُغضبه ويزيد شكوك مايكل. يتحد لينكون مع صوفيا. يعمل مايكل على تشتيت انتباه حراس الأبراج ليضمن الهرب، لكنه يتورط بعد أن رآه أحد الحراس وهو يراقبه بمنظار، فاُغلقت زنزانته التي تحتوي أدواتٍ هامةً لخطة الهرب. يدفع أحد أقرباء ليشيرو لسوكري لتهريب بعض الأغراض إلى سونا. |    |                      |                 |                                |                |             |
| 50 | 6  | «واكتملت الصورة»     | كيفين هوكس      | سيث هوفمان ‏                    | 5 نوفمبر 2007  | 3AKJ06      |
| يقابل سولينز ولانغ ماهون، ويعرضان عليه صفقة للخروج من سونا، فيقبها. يُعثر على السجين الجديد مقتولًا في سونا، فيُتهم ويسلر بذلك. لكن في النهاية يقتل ليشيرو أحد رجاله بدلا عنه. كان لينكون يخطط لوضع مخدر في كوب قهوة أحد الحراس، فأخبر غريتشن خطأً أنهم سيهربون صباحا (بعد أن عزموا على إخفاء موعد الهرب عن الشركة ليؤمنوا المقايضة). يهدد مايكل بأنه سيلغي خطة الهرب إذا لم يستلم دليلا يثبت أن سارا ما زالت حية، لكنه صُدم عندما اعترف له لينكون بأن سارا قتلت، وكانتقام، يعلن مايكل أنه سيقاتل ويسلر في الحلبة. |    |                      |                 |                                |                |             |
| 51 | 7  | «الموت»              | Vincent Misiano | Zack Estrin وKalinda Vazquez   | 5 نوفمبر 2007  | 3AKJ07      |
| استغل مايكل التجمع لمشاهدة قتال الحلبة كفرصة للهرب. لكن الخطة تعرقلت عندما حجبت سحابة ضوء الشمس، الذي كان مايكل يستغله لتخطي نظر الحارس. اضطر مايكل وويسلر للقتال، واواجها قرارًا صعبة إذ على أحدهما أن يقتل الآخر. لكن وقبل أن ينتهي القتال، اقتحم الحراس سونا ووجدوا منظارًا في زنزانة مايكل، فقتلوا أحد السجناء الذي كانت تلك الزنزانة له معتقدين أنه يحاول الهرب. يكتشف ليشيرو أن مايكل يخطط للهرب، فيجبره على أن يشترك معه، لأنه بدأ يشعر أن السجناء خرجوا عن سيطرته. يحاول لينكون مساعدة إل جي مجددا، لكنه يفشل. يكتشف ماهون أن المحاكمته أجلت. يتضح في النهاية أن ويسلر يعمل لحساب سوزان، فتمنح المزيد من الوقت للهرب. |    |                      |                 |                                |                |             |
| 52 | 8  | «انطلقت وفشلت»       | بوبي روث        | Christian Trokey وNick Santora | 12 نوفمبر 2007 | 3AKJ08      |
| يستعد ماهون للشهادة ضد الشركة، لكنه لم يستطيع القيام بذلك لأنه لم يتعاط المخدرات التي اعتاد على تعاطيها خارج السجن، فتلغى عودته إلى الولايات المتحدة. يري ليشيرو مايكل نفقا منهارًا أسفل سونا، فيقرر الفريق استخدامه لخطة الهرب الجديدة. في هذه الأثناء، تتولى الشركة أمر الهرب، فتستهدف لينكون وسوكري. ولحسن الحظ، يتمكن لينكون من النجاة من العملاء. تكتشف صوفيا أن ويسلر كان يذكب عليها. ترسل الشركة طائرة مروحية لإخراج ويسلر من السجن. لكن مايكل يتمكن من منعه من الهرب، وتهاجم نيران حراس السجن المروحية ويأخذ جنرال السجن مايكل إلى زنزانة تعذيب شمسية.                                                               |    |                      |                 |                                |                |             |
| 53 | 9  | «المحبوس»            | كرايغ روس       | Karyn Usher                    | 14 يناير 2008  | 3AKJ09      |
| يُؤخذ مايكل إلى زنزانة شمسية على أمل أن يقر بخطة الهرب، فينهار ويخبر الجنرال عن كل شيء. يتم الكشف عن أن سوزان هي غريتشين مورغان. يذهب الجنرال إلى سوزان فيعذبها على أمل أن تخبره عن مكان إل جي. إلا أنها تدلي له بمعلومات خاطئة، وتقوده إلى مستودع وتقتله فيه. يضطر بيليك لمنازلة أحد السجناء، فيتمكن من قتله مستخدما الأسيتون ليفقد السجين تركيزه. يعود ماهون إلى سونا ليكتشف إقصاءه. يحصل سوكري على مزيد من المال بالتظاهر بالعمل لصالح الشركة ضد لينكون. يصل إلى سامي -مساعد ليشيرو الأيمن- مسدس ليقتل به ليشيرو ويحل محله.                                                                                               |    |                      |                 |                                |                |             |
| 54 | 10 | «ومات مدفونا»        | Michael Switzer | Matt Olmstead وسيث هوفمان ‏     | 21 يناير 2008  | 3AKJ10      |
| أصبح تي-باغ وبيليك الآن جزءًا من خطة الهرب، ولكي يردع تي-باغ سامي أراد تي-باغ من بيليك أن يقتل سامي مُستخدمًا نفس خطته السابقة بالأسيتون. اشترى لينكون قنبلة ليفجر بها غريتشن. ووضع سامي مكافأة مقابل رأس مايكل، لكنه اكتشف أنه يخطط للهرب بعد أن وشى به أحد السجناء. لحسن الحظ، تمكن مايكل من خداع سامي، فانهار جزءٌ من النفق عليه ومات. استعاد ليشيرو قوته في السجن من جديد. وأخبر لينكون مايكل أن صوفيا وجدت مسلتزماتٍ تثير الشك لويسلر. |    |                      |                 |                                |                |             |
| 55 | 11 | «في الأسفل وبالخارج» | غريغ يايتانيس   | Zack Estrin                    | 4 فبراير 2008  | 3AKJ11      |
| تحتجز غريتشن صوفيا لكي تجبر ويسلر على أن يعطي الشركة ما تريد. تسببت الأمطار الغزيرة في تقديم موعد الهرب خوفا من أن ينهار النفق، فقرر مايكل أن يتم الهرب في تلك الليلة من سونا. انضم ماكجرادي إلى خطة الهرب، وتحالف تي-باغ وليشيرو وحاول بيليك أن يقيم تحالفًا مع ماهون. ساعد لينكون وسوكري الفريق في إطفاء أنوار سونا. لكن سوكري واجه متاعبًا غير متوقعة متعلقة باسمه الحركي، مما أدى إلى احتجازه في غرفة التحقيق للاستجواب. ومع توفر 30 ثانية من الوقت بين انقطاع الكهرباء وعمل المولدات البديلة، خيّر ليشيرو وبيليك وتي-باغ مايكل بين أن يدعهم يفرون أولا أو أن يقنلوا ويسلر.                                                |    |                      |                 |                                |                |             |
| 56 | 12 | «مهما حدث»           | نيلسون ماكورميك | Nick Santora                   | 11 فبراير 2008 | 3AKJ12      |
| حاول ليشيرو وبيليك وتي-باغ الفرار، لكن المولدات عملت في وقت أقصر مما ظنوا، فألقي القبض على الثلاثة، وأطلق الحارس النار على ليشيرو بعد أن حاول الفرار، إلا أنه لم يمت. اتضح أن هذه كانت فرصة مايكل ووسيلر وماهون وماكجرادي للهرب. لكن ويسلر أضاع كتابه عن الطيور هناك. تمكن الفريق من الهرب من السلطات عبر الغوص في البحر وتمكنوا بعدئذ من العودة إلى الساحل، لكن الشركة بدأت في تعقبهم. يتفق مايكل ولينكون على خطة جديدة للمبادلة، إلا أن ويسلر يفر منهما على حين غرّة. |    |                      |                 |                                |                |             |
| 57 | 13 | «فن الاتفاق»         | بوبي روث        | Matt Olmstead وسيث هوفمان ‏     | 18 فبراير 2008 | 3AKJ13      |
| تمكن مايكل ولينكون من إلقاء القبض على ويسلر بسرعة ليتمكنا من مقايضته بإل جي وصوفيا وهما على قيد الحياة. خطّط مايكل لأن تتم المقايضة في متحف يمنع دخول الأسلحة إليه. وتنبأ بأن عملاء الشركة سيكونون لهم بالمرصاد حال خروجهم، وبمجرد خروجهم من المتحف، تعرضت صوفيا لإطلاق النار من عملاء الشركة. التقى ماكجرادي بعائلته في كولومبيا. بعد أن تمكن الحراس من كشف هوية سوكري الحقيقية وفشلوا في الحصول على أي معلومات تتعلق بمايكل، تم حبسه في سونا، وفيه تمكن تي-باغ من السيطرة على السجن بعد أن قتل ليشيرو. قرر ماهون الانضمام إلى الشركة. وتعافت صوفيا من إصابتها. وترك مايكل أخاه لكي يلحق غريتشن ويقتلها ثأرًا لسارا.         |    |                      |                 |                                |                |             |

### الموسم 4 (2008–09)
| 58                             | 1  | «اختيارين أحلاهما مر»    | كيفين هوكس      | مات أولمستيد                     | 1 سبتمبر 2008     | 4AKJ01 | 6.53 |
| 59                             | 2  | «كسر ودخول»              | بوبي روث        | زاك إيسترن                       | 1 سبتمبر 2008     | 4AKJ02 | 6.53 |
| 60                             | 3  | «اغلق»                   | ميلان تشيلوف    | نيك سانتورا                      | 8 سبتمبر 2008     | 4AKJ03 | 6.36 |
| 61                             | 4  | «النسور والملائكة»       | مايكل سويتزر    | كارين اشر                        | 15 سبتمبر 2008    | 4AKJ04 | 5.79 |
| 62                             | 5  | «بصحة وعافية»            | كارين غافيولا   | سيث هوفمان                       | 22 سبتمبر 2008    | 4AKJ05 | 5.84 |
| 63                             | 6  | «خرج عن طوره»            | بريان سبايسر    | كاليندا فاسكويز                  | 29 سبتمبر 2008    | 4AKJ06 | 5.28 |
| 64                             | 7  | «خمسة بالطريقة الصعبة»   | غاري براون      | كريستيان تروكي                   | 6 أكتوبر 2008     | 4AKJ07 | 5.37 |
| 65                             | 8  | «الثمن»                  | بوبي روث        | غراهام رولاند                    | 20 أكتوبر 2008    | 4AKJ08 | 5.45 |
| 66                             | 9  | «العظمة المحققة»         | جيسي بوشكو      | نيك سانتورا                      | 3 نوفمبر 2008     | 4AKJ09 | 5.23 |
| 67                             | 10 | «الأسطورة»               | دوايت ليتل      | كارين اشر                        | 10 نوفمبر 2008    | 4AKJ10 | 5.38 |
| 68                             | 11 | «مكافحة الشغب الهادئة»   | كيفين هوكس      | سيث هوفمان                       | 17 نوفمبر 2008    | 4AKJ11 | 5.52 |
| 69                             | 12 | «الإيثار»                | مايكل سويتزر    | كاليندا فاسكويز                  | 24 نوفمبر 2008    | 4AKJ12 | 5.25 |
| 70                             | 13 | «صفقة أو لا صفقة»        | بوبي روث        | كريستيان تروكي                   | 1 ديسمبر 2008     | 4AKJ13 | 5.84 |
| 71                             | 14 | «فقط الأعمال التجارية»   | مارك هيلفريتش   | غراهام رولاند                    | 8 ديسمبر 2008     | 4AKJ14 | 5.40 |
| 72                             | 15 | «الذهاب في ظل»           | كارين غافيولا   | زاك إيسترن                       | 15 ديسمبر 2008    | 4AKJ15 | 5.37 |
| 73                             | 16 | «دولة الشمس المشرقة»     | كيفين هوكس      | مات أولمستيد ونيكولاس وتون       | 22 ديسمبر 2008    | 4AKJ16 | 4.98 |
| 74                             | 17 | «ذي موثير لود»           | جوناثان غلاسنير | سيث هوفمان                       | 17 أبريل 2009     | 4AKJ17 | 3.34 |
| 75                             | 18 | «ف.س.»                   | دوايت ليتل      | كريستيان تروكي & كاليندا فاسكويز | 24 أبريل 2009     | 4AKJ18 | 3.06 |
| 76                             | 19 | «S.O.B.»                 | غاري براون      | كارين اشر                        | 1 مايو 2009       | 4AKJ19 | 3.20 |
| 77                             | 20 | «رعاة البقر والهنود»     | ميلان تشيلوف    | نيك سانتورا                      | 8 مايو 2009       | 4AKJ20 | 2.99 |
| 78                             | 21 | «معدل التبادل»           | بوبي روث        | زاك إيسترن                       | 15 مايو 2009      | 4AKJ21 | 3.32 |
| 79                             | 22 | «قتل رقمك»               | كيفين هوكس      | مات أولمستيد ونيكولاس وتون       | 15 مايو 2009      | 4AKJ22 | 3.32 |
| الهروب من السجن: الهروب الأخير |    |                          |                 |                                  |                   |        |      |
| 80                             | 23 | «الكرة القديمة والسلسلة» | براد تيرنر      | كريستيان تروكي                   | 27 مايو 2009 (UK) | 4AKJ23 | N/A  |
| 81                             | 24 | «الانفصال النهائي»       | كيفين هوكس      | كاليندا فاسكويز                  | 27 مايو 2009 (UK) | 4AKJ24 | N/A  |

### عروض خاصة
| # | عنوان                      | أخرجه        | تاريخ البث الاصلي |
| - | -------------------------- | ------------ | ----------------- |
| 1 | «وراء الجدران»             | مارك تومسن   | 11 أكتوبر 2005    |
| 2 | «الطريق إلى الحرية»        | جون ليدر     | 8 يناير 2007      |
| 3 | «الوصول إلى جميع المجالات» | أماندا بيرام | 23 سبتمبر 2007    |

## التقييمات
| الموسم | الموسم | رقم الحلقة | رقم الحلقة | رقم الحلقة | رقم الحلقة | رقم الحلقة | رقم الحلقة | رقم الحلقة | رقم الحلقة | رقم الحلقة | رقم الحلقة | رقم الحلقة | رقم الحلقة | رقم الحلقة | رقم الحلقة | رقم الحلقة | رقم الحلقة | رقم الحلقة | رقم الحلقة | رقم الحلقة | رقم الحلقة | رقم الحلقة | رقم الحلقة |
| الموسم | الموسم | 1          | 2          | 3          | 4          | 5          | 6          | 7          | 8          | 9          | 10         | 11         | 12         | 13         | 14         | 15         | 16         | 17         | 18         | 19         | 20         | 21         | 22         |
| ------ | ------ | ---------- | ---------- | ---------- | ---------- | ---------- | ---------- | ---------- | ---------- | ---------- | ---------- | ---------- | ---------- | ---------- | ---------- | ---------- | ---------- | ---------- | ---------- | ---------- | ---------- | ---------- | ---------- |
|        | 1      | 10.51      | 10.51      | 8.49       | 9.15       | 7.96       | 8.55       | 9.48       | 10.12      | 9.01       | 8.06       | 9.58       | 10.08      | 12.18      | 9.28       | 10.07      | 8.10       | 8.12       | 8.18       | 8.63       | 8.54       | 9.13       | 10.24      |
|        | 2      | 9.37       | 9.44       | 9.29       | 8.96       | 9.55       | 8.41       | 8.99       | 8.53       | 8.94       | 8.63       | 9.21       | 9.62       | 9.62       | 9.86       | 9.90       | 10.12      | 9.55       | 9.42       | 9.72       | 8.40       | 8.24       | 8.12       |
|        | 3      | 7.51       | 7.41       | 7.29       | 7.35       | 7.44       | 7.69       | 8.00       | 7.18       | 7.87       | 7.81       | 7.35       | 7.84       | 7.40       | غ/م        | غ/م        | غ/م        | غ/م        | غ/م        | غ/م        | غ/م        | غ/م        | غ/م        |
|        | 4      | 6.53       | 6.53       | 6.36       | 5.79       | 5.84       | 5.28       | 5.37       | 5.45       | 5.23       | 5.38       | 5.52       | 5.25       | 5.84       | 5.40       | 5.37       | 4.98       | 3.34       | 3.06       | 3.20       | 2.99       | 3.32       | 3.32       |
|        | 5      | 3.83       | 3.18       | 2.44       | 2.75       | 2.35       | 2.37       | 2.41       | 1.90       | 2.30       | غ/م        | غ/م        | غ/م        | غ/م        | غ/م        | غ/م        | غ/م        | غ/م        | غ/م        | غ/م        | غ/م        | غ/م        | غ/م        |

### الملاحظات
1. ↑  تم بث الفيلم التلفزيوني لأول مرة في المملكة المتحدة في 27 مايو/أيار 2009. تم إصدار الفيلم بنسخة فيلم فيديو على دي في دي وبلو راي في الولايات المتحدة في 21 تموز 2009.
2. الحلقتان 23 الكرة القديمة والسلسلة و24 الانفصال النهائي، هما نفس الفلم الهروب من السجن: الهروب الأخير، حيث عرضَت بعض القنوات الفلم كحلقتين وذلك لمناسبة مدة العرض التلفزيونية.
3. ↑  الحلقتان 23 الكرة القديمة والسلسلة و24 الانفصال النهائي، هما نفس الفلم الهروب من السجن: الهروب الأخير، حيث عرضَت بعض القنوات الفلم كحلقتين وذلك لمناسبة مدة العرض التلفزيونية.

### العامة
- "Prison Break: Season 1". IGN. مؤرشف من الأصل في 2012-08-21. اطلع عليه بتاريخ فبراير17, 2009. {{استشهاد ويب}}: تحقق من التاريخ في: |تاريخ الوصول= (مساعدة)
- "Prison Break: Season 2". IGN. مؤرشف من الأصل في 2012-05-30. اطلع عليه بتاريخ فبراير17, 2009. {{استشهاد ويب}}: تحقق من التاريخ في: |تاريخ الوصول= (مساعدة)
- "Prison Break: Season 3". IGN. مؤرشف من الأصل في 2012-08-21. اطلع عليه بتاريخ 2009-02-17.
- "Prison Break: Season 4". IGN. مؤرشف من الأصل في 2012-08-21. اطلع عليه بتاريخ 2009-02-17.

## روابط خارجية
- قائمة حلقات Prison Break  على قاعدة بيانات الأفلام على الإنترنت
- قائمة حلقات Prison Break  على تي في.كوم